# God of War (computerspel uit 2005)
God of War is een action-adventure uitgebracht voor de PlayStation 2 en ontwikkeld door SCE Studios Santa Monica. Ook werd er een versie van God of War uitgebracht voor PlayStation 3 en PlayStation Vita met aangepaste graphics. Het spel werd gunstig beoordeeld door recensenten en liefhebbers, en sleepte diverse prijzen in de wacht. Het spel valt te vergelijken met games als Devil May Cry, Prince of Persia en Ninja Gaiden.
Het is het eerste spel in de God of War-serie; het vervolg op het spel, God of War II, kwam in 2007 uit.

## Gameplay
God of War is een third-person action game. Het vechten doet de speler met behulp van verschillende wapens. De 'Blades of Chaos' is het hoofdwapen van Kratos en zullen zodoende het meest gebruikt worden. De Blades of Chaos zijn 2 gekartelde zwaarden die door middel van een ketting vast zitten aan de armen van Kratos. Met deze kettingen kan de speler meestal meerdere vijanden tegelijk raken en in het achterhoofd houdende dat er vaak veel vijanden op Kratos afkomen, is dat geen overbodige luxe. Naast de Blades of Chaos zijn er nog andere wapens die aan Kratos geschonken zijn door de Goden. Denk hierbij aan de bliksemschichten van Zeus of een lokale donderstorm geschonken door Poseidon. Hoewel de combo's die Kratos kan maken met zijn wapens in het begin nog beperkt zijn, kan de speler door middel van verdiende rode orbs steeds meer wapens upgraden en zodoende steeds meer combo's vrijspelen. Ook beschikt Kratos nog over een soort van Goddelijke kracht die hem, mits hij genoeg vijanden heeft verslagen, in staat stelt in een soort halfgod te veranderen. Dit heeft tot gevolg dat Kratos vele malen sterker wordt.
De meeste vijanden zijn geïnspireerd door monsters uit de Griekse mythologie zoals: Medusa, de Minotaurus enz.

## Het verhaal
Kratos, een gevreesd Spartaans veldheer, wilde steeds meer macht en roem vergaren. Maar tijdens een veldslag tegen een barbarenstam dreigt hij toch het onderspit te delven. Kratos heeft nog nooit verloren en zou ook nooit verliezen. Zodoende riep hij  Ares, god van de oorlog, aan en daarmee begon alle ellende. Want weliswaar verpulverde Ares de barbarenstam, Kratos moest wel zijn ziel afgeven en alle bevelen die Ares hem gaf, opvolgen. Kratos behoudt zijn leger en trekt daarmee, op bevel van Ares, door Griekenland. Hij en zijn leger verwoesten alles op hun pad. Maar dan, terwijl ze een klein dorpje vernietigen, vermoordt Kratos ongewild zijn vrouw en kind. Ares had ze naar dat dorp gebracht zodat Kratos zonder het te weten ze kon vermoorden. Hij zou dan door niets tegengehouden worden en zodoende al zijn kracht in kunnen zetten om Ares' bevelen te kunnen opvolgen. Maar het pakte anders uit: Kratos begon zich tegen Ares te keren.
Gevoed door wraak begint hij een oorlog tegen Ares. En vanaf dat punt begint het spel. Kratos bevindt zich dan op een scheepswrak en hij moet de mythologische Hydra verslaan. Als hij dat eenmaal gedaan heeft, vertrekt hij naar Athene. Daar aangekomen ontdekt hij dat Ares, de god van de oorlog, de oorlog verklaart heeft Athene en haar stad belegert. Ares heeft ervoor gezorgd dat Kratos zijn eigen vrouw en kind vermoord heeft, en Kratos wil niets liever dan wraak op Ares. Hij stemt dan ook meteen in met het voorstel van Athene om Ares te verslaan. Als hij dat doet worden zijn zonden vergeven door de goden en gaan zijn visioenen (nachtmerries, waarbij hij elke keer weer moet aanschouwen hoe hij zijn geliefden vermoordt) weg. Maar wil hij dat doen, moet hij eerst het Orakel ontmoeten. Deze vertelt hem dat hij de doos van Pandora moet vinden. Alleen daarmee heeft hij voldoende kracht om Ares te kunnen verslaan en hierop gaat hij op pad.
Hij moet eerst de 'Desert of Lost Souls' ( Woestijn de Verloren Zielen ) doorkruisen. Om de 'uitgang' te vinden moet hij drie sirenen vermoorden. Hij doet dat en hij vindt het labyrint waarin de doos van Pandora zich bevindt. Hij doorkruist met veel moeite het enorme labyrint en ontdekt de doos van Pandora. Ares weet intussen dat Kratos deze gevonden heeft, waarop de god van de oorlog een enorme zuil naar het labyrint gooit en Kratos treft. Die wordt gespiest tegen de tempelwand en sterft. Kratos gaat naar de onderwereld, maar zelfs daar laten de nachtmerries hem niet met rust. Hij begeeft zich naar de uitgang van de onderwereld en komt weer op aarde aan. Met zijn krachten, die hij met behulp van de goden gekregen heeft, steelt hij de doos van Pandora van Ares en gaat het gevecht met de god van de oorlog aan. Na een lang gevecht, waarbij Kratos zelfs zijn vrouw en kind moet beschermen tegen allemaal varianten van zichzelf, overwint hij Ares.
De goden zijn Kratos hier dankbaar voor, maar dan blijkt dat ze hem bedrogen hebben. Zijn zonden zijn vergeven, maar hij behoudt de nachtmerries voor eeuwig. Kratos voelt zich in de steek gelaten en gooit zichzelf van de hoogste rots van Griekenland. Maar in plaats van dat hij te pletter valt op een rots, belandt hij in het water en zweeft hij weer omhoog. Eenmaal weer op de rots, ontmoet hij Athene die hem zegt dat ze nog een nieuwe god van de oorlog nodig hebben en dat Kratos perfect voor die baan is. Het verhaal sluit af met een scène waarbij je Kratos op zijn troon ziet zitten, als de nieuwe God van de Oorlog.

## Personages
Hieronder de belangrijkste personages uit het spel met een kleine toelichting.
KratosOoit een gevreesde veldheer die zijn ziel moest verkopen aan Ares. Hij heeft, niet wetende wat hij deed, zijn vrouw en kind vermoord, en zal er alles aan doen om wraak te krijgen op Ares.
AresDe God van de oorlog die Kratos bevelen geeft. Hij laat Kratos zijn vrouw en kind vermoorden om ervoor te zorgen dat Kratos nog bloedlustiger wordt. In het spel belegert hij Athene, om zo aan Zeus, zijn vader, te laten zien dat hij ook heel machtig is. Zeus heeft namelijk Athene verkozen boven Ares, en dat vond Ares natuurlijk niet leuk.
AtheneDe Godin van de wijsheid, maar ook van de krijgskunst en metgezel van strijders. Zij was altijd het lievelingetje van haar vader (Zeus) en haar broer (Ares) heeft dat nooit kunnen verkroppen. Haar stad wordt in het spel belegerd door Ares, en zij stuurt Kratos eropuit om haar broer tegen te houden.
Het orakel van DelphiDit orakel is beter gekend als de 'Pythia' in Delphi. Dit was een diepe groeve waar dampen uitkwamen die ervoor zorgden dat mensen in trance geraakten.  Vele mensen die boven deze groeve stonden werden verward door deze dampen en vielen erin. Het zou mensen naar hogere oorden brengen en zo werd deze plek als heilig gezien. De oplossing hiervoor was om een oude vrouw, een Pythia, in de groeve te zetten die de boodschappen van de goden zou doorgeven. Het behulp van priesters was hier nodig om de boodschap over te brengen. Kratos komt in God of War een paar keer met het orakel in contact die hem waarschuwde voor wat hem te wachten stond.

## Roman
Er is een boek uitgekomen in 2010 genaamd God of War, geschreven door Matthew Stover en Robert E. Vardeman. Het boek is gebaseerd op de gelijknamige game van God of War en heeft een gelijklopende verhaallijn. Del Rey Books is de uitgever van het boek. Matthew Stover is ook de schrijver van het eerste boek uit de Star Wars Clone Wars-serie.

## Vervolg
De bedenker van het spel, David Jaffe, heeft al aangegeven dat er meerdere vervolgen van God of War zullen komen. In het spel kan de speler verschillende dingen vrijspelen. De speler krijgt dan een filmpje te zien dat een verhaal vertelt dat met God of War te maken heeft. De verhalen gaan als volgt.
Kratos had een jongere broer, die hij als kind heeft verlaten. In die tijd was het namelijk gebruikelijk om de sterke kinderen op te leiden tot soldaten, en de zwakkere kinderen achter te laten in de wildernis. Kratos was uitzonderlijk sterk en werd dus tot soldaat getraind. Zijn broertje was juist erg zwak, en werd zodoende in de wildernis achtergelaten en stierf. In de onderwereld werd hij echter volwassen en sindsdien denkt hij nog maar aan één ding: wraak op zijn oudere broer, door wie hij zich verlaten voelt.
Hoewel Kratos de God van de oorlog was geworden en wraak had genomen op Ares, was hij nog niet tevreden. Hij had namelijk nooit geweten wie zijn vader was, en zijn moeder had het hem ook nooit verteld. Hij besluit om terug te gaan naar Sparta, om zijn moeder te vragen wie zijn vader was. Zijn moeder, die op sterven ligt, wilde het hem bijna vertellen, totdat ze opeens verandert in een monster. Kratos zet de liefde voor zijn moeder opzij en steekt het monster neer. Nog voordat zijn moeder sterft, maakt ze de identiteit van zijn vader aan Kratos bekend. Het is niemand anders dan Zeus, de koning van Olympus. Daarop zwoer Kratos wraak aan Zeus, voor het verlaten van hem en zijn moeder.
Na duizend jaar rondkruipen in de woestijn, stierf Kronos. Maar de enorme berg op zijn rug bleef achter. Nog tienduizend jaar gaan voorbij sinds de tijd van het oude Griekenland, en dan wordt de tempel weer ontdekt door een paar mannen. Tijdens deze ontdekking hoort één man vreemde geluiden in de tempel. Hij weet niet wat het is of wat hij in die tempel aantreft, hij weet alleen dat hij daar naar binnen moet.

## Platforms
| Jaar | Platform      |
| ---- | ------------- |
| 2005 | PlayStation 2 |
| 2011 | PlayStation 3 |

## Prijzen
- GameSpot's Best PlayStation 2 Game of 2005
- IGN PlayStation 2:
  - Best Action Game
  - Best Graphics Technology
  - Best Original Score
  - Best Story
  - PlayStation 2 Game of the Year
  - Game of the Year 2005

## Ontvangst
| Beoordeeld door              | Platform      | Datum           | Score |
| ---------------------------- | ------------- | --------------- | ----- |
| The Video Game Critic        | PlayStation 2 | 5 augustus 2005 | 100%  |
| Game Informer Magazine       | PlayStation 2 | april 2005      | 100%  |
| Lawrence                     | PlayStation 2 | 5 april 2005    | 96%   |
| Mygamer.com                  | PlayStation 2 | 9 mei 2005      | 96%   |
| PGNx Media                   | PlayStation 2 | 7 april 2005    | 95%   |
| Deeko                        | PlayStation 2 | 31 mei 2005     | 95%   |
| Worth Playing                | PlayStation 2 | 29 maart 2005   | 95%   |
| Atomic Gamer                 | PlayStation 2 | 6 april 2005    | 94%   |
| GamesAreFun.com (GAF)        | PlayStation 2 | 17 april 2005   | 70%   |
| Christ Centered Game Reviews | PlayStation 2 | 1 juni 2005     | 70%   |

## Trivia
- Het spel is opgenomen in het boek 1001 Video Games You Must Play Before You Die van Tony Mott.